# Rabfaki
Rabfaki (em russo:  рабфак, uma abreviação silábica de рабочий факультет, rabochiy fakultet, "faculdade dos trabalhadores") era um tipo de instituição educacional na União Soviética que preparava trabalhadores soviéticos para ingressar em instituições de ensino superior.